# HD91520
HD91520 — хімічно пекулярна зоря спектрального класу A0, що має видиму зоряну величину в смузі V приблизно 10,0.
Вона  розташована на відстані близько 1090,8 світлових років від Сонця.

## Пекулярний хімічний склад
Зоряна атмосфера HD91520 має підвищений вміст 
Cr
.